# Roberto Ferruzzi

Das Bild „Madonna von der Straße“ von Roberto Ferruzzi wird besonders häufig reproduziert.

Roberto Ferruzzi (* 16. Dezember 1853 in Šibenik in Dalmatien (heute Kroatien); † 16. Februar 1934 in Luvigliano, Gemeinde Torreglia) war ein italienischer Maler.

## Leben
Mit vier Jahren kam er nach Venedig, kehrte aber nach dem plötzlichen Tod seines Vaters wieder nach Dalmatien zurück. Dort lebte er bis zum 14. Lebensjahr und widmete sich klassischen Studien und der Malerei. Später kam er wieder zurück nach Italien und lebte dort in Luvigliano in der Nähe Venedigs. Dort entstanden schließlich auch seine bekanntesten Werke, unter anderem die „Madonna von der Straße“. Er starb am 16. Februar 1934 und wurde im Friedhof Luvigliano beigesetzt.

## Madonna von der Straße
Bekannt wurde Roberto Ferruzzi vor allem nach seiner Teilnahme an der zweiten Biennale von Venedig 1897. Dort stellte er das oben erwähnte Bild mit der Absicht aus, eine Mutter mit ihrem Kind darzustellen ohne jeden religiösen Hintergrund. Erst mit dieser Ausstellung kam es zu einer Umbenennung in „La Madonnina“. Im deutschen ist das Bild auch bekannt als „Madonna von der Straße“, „Maria am Wege“, „Zigeuner-Madonna“ und anderen Namen. Das Werk wurde später vielfach reproduziert, vor allem für Weihnachtskarten. Das Original ging wahrscheinlich in der Zeit des Zweiten Weltkrieges verloren. Die Amerikanerin Mary Bovo, sie lebt als Schwester Angela Marie in einem Orden, ist Tochter italienischer Einwanderer und stellte bei ihrer Ahnenforschung fest, dass das Bild ihre Mutter Angelina Cian mit ihrem einjährigen Bruder  darstellt. Seither ist sie auf der Suche nach dem Original.
Der letzte bekannte Eigentümer des Bildes war  John George Alexander Leishman, der 1924 in Frankreich starb. Das Bild wird heute in Pennsylvania vermutet. Es besteht aber auch die Möglichkeit, dass das Bild bei der Überführung nach Amerika auf See verloren ging.